# Cittanova (Itàlia)
Cittanova és un comune (municipi) de la Ciutat metropolitana de Reggio de Calàbria, a la regió italiana de Calàbria, situat a uns 80 km al sud-oest de Catanzaro i a uns 45 km al nord-est de Reggio de Calàbria. A 1 de gener de 2019 la seva població era de 10.247 habitants.
Cittanova limita amb els municipis següents: Antonimina, Canolo, Ciminà, Gerace, Melicucco, Molochio, Polistena, Rizziconi, Rosarno, San Giorgio Morgeto i Taurianova.